# Psilalcis diniphas
Psilalcis diniphas är en fjärilsart som beskrevs av Eugen Wehrli 1953. Psilalcis diniphas ingår i släktet Psilalcis och familjen mätare. Inga underarter finns listade.